# Friuli orientale

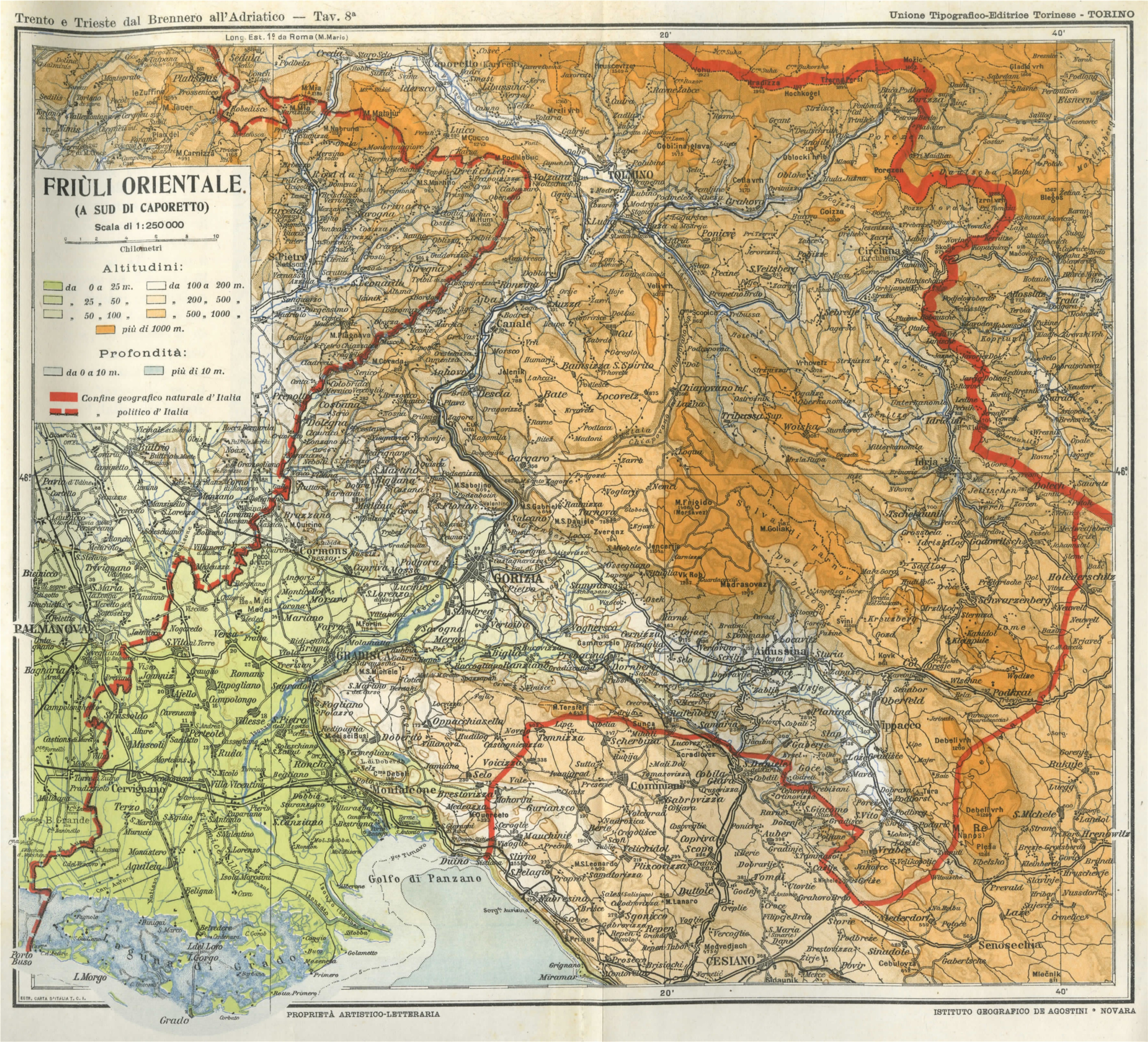
Il Friuli Orientale (Trento e Trieste. Dal Brennero alle rive dell'Adriatico, Attilio Brunialti, 1916)

Il Friuli orientale (o Goriziano) è un'area geografica del Friuli comprendente il bacino dell'Isonzo e la valle del Vipacco ovvero gran parte dei territori che furono austriaci del Friuli, divisi fra la ex provincia di Gorizia e quella slovena di Nova Gorica, delimitato a est dalla Carniola e a sud est dal Carso e dalla foce del Timavo. Vi si parla lo sloveno (coi vari dialetti del Goriziano), il dialetto friulano orientale e il bisiaco.

## Storia
La Contea di Gorizia (in seguito Contea di Gorizia e Gradisca) una volta caduto il Patriarcato di Aquileia nel 1420 è divenuta parte dell'Arciducato d'Austria (e poi dell'Impero austro-ungarico) mentre la Bisiacaria è stata parte del Dominio di Terraferma Patria del Friuli della Repubblica di Venezia fino alla caduta di quest'ultima, per poi unirsi al resto del Friuli austriaco fino al 1918.